# Carl Junction
Carl Junction és una població dels Estats Units a l'estat de Missouri. Segons el cens del 2000 tenia 5.294 habitants.

## Demografia
Segons el cens del 2000, Carl Junction tenia 5.294 habitants, 1.871 habitatges, i 1.534 famílies. La densitat de població era de 418,9 habitants per km².
Dels 1.871 habitatges en un 42,2% hi vivien nens de menys de 18 anys, en un 70% hi vivien parelles casades, en un 9% dones solteres, i en un 18% no eren unitats familiars. En el 15,6% dels habitatges hi vivien persones soles el 6,5% de les quals corresponia a persones de 65 anys o més que vivien soles. El nombre mitjà de persones vivint en cada habitatge era de 2,81 i el nombre mitjà de persones que vivien en cada família era de 3,12.
Per edats la població es repartia de la següent manera: un 30% tenia menys de 18 anys, un 7,2% entre 18 i 24, un 30,8% entre 25 i 44, un 22,8% de 45 a 60 i un 9,3% 65 anys o més.
L'edat mediana era de 34 anys. Per cada 100 dones de 18 o més anys hi havia 91,6 homes.
La renda mediana per habitatge era de 42.575 $ i la renda mediana per família de 47.723 $. Els homes tenien una renda mediana de 32.583 $ mentre que les dones 23.176 $. La renda per capita de la població era de 18.291 $. Entorn del 3,2% de les famílies i el 5,1% de la població estaven per davall del llindar de pobresa.

## Poblacions més properes
El següent diagrama mostra les poblacions més properes.